# 栄留王
栄留王（えいりゅうおう、生年不詳 - 642年）は、高句麗の第27代の王（在位:618年 - 642年）。姓は高、諱は建武、または成。先代の嬰陽王の異母弟であり、父は第25代平原王。618年9月に先王の死去に伴い、王位に就いた。『三国史記』高句麗本紀・宝臧王紀では、諱のままに建武王と記される。 

## 治世
即位した年に中国では唐が建国されており、栄留王は直ちに唐に対して朝貢を行い、和親を結んだ。両国は外交使節をしばしば交換し、622年には、隋の高句麗遠征の時の捕虜を互いに交換した。唐に送還された捕虜は1万人に及び、唐の高祖は非常に喜んだ。624年には唐の暦を願い出て、唐はこれに応える形で栄留王を＜上柱国・遼東郡公・高句麗国王＞に冊封した。また、このとき高句麗に道士が派遣され、王は国人とともに『老子』の講義を受けた。さらに625年には唐に使者を送り、仏教・道教の教法を学びたいと申し入れし、これを許されている。
しかし、唐が国内の混乱を収めていったころから両国間の緊張は高まってきた。630年に東突厥を撃破した後、唐は翌631年に栄留王に対して高句麗の対隋戦勝記念塚（京観）の破壊と、京観に使われた隋兵の遺体・遺骨の返還とを求めてきた。この年、唐の太宗は仏教崇敬による影響から新旧問わず全ての京観を破壊する詔を出しており、高句麗の京観破壊もその一環であった可能性が高い。栄留王は唐への警戒から、同年のうちに扶余城（吉林省長春市農安県）から東南の渤海湾に至る千里長城を築き、唐の侵略に備えている。さらに唐が640年に高昌国を服属させると、世子の桓権を唐に派遣し国学への入学を要請する（＝実質的な人質として差し出す）などして、緊張の緩和に努めた。これに対し唐は陳大徳を遣わして高句麗を慰労したが、陳大徳の目的は高句麗の領内の実情を調査することにあった。一方、半島内では新羅に奪われた領土の回復のために新羅とも対決したが、当時の新羅には金庾信（『三国史記』金庾信列伝によると、金庾信は中国黄帝の子・少昊の子孫である）・閼川らが将軍として威を振るっており、敗戦を重ねるだけとなった。
唐が高句麗を討とうとしていることに対して、国内の体制の再編を図る必要があると考えた淵蓋蘇文は642年10月にクーデターを起こし、栄留王は100名以上の臣下とともに殺害された。『三国史記』高句麗本紀・栄留王紀には埋葬地も諡も記されていない。なお、「唐の太宗が栄留王の死を聞いて長安の苑中で葬儀を行い、使者を送って王の霊を弔わせた」という記事が『旧唐書』・『三国史記』に記されている。